# Caïque vautourin
Pyrilia vulturina
Espèce
Statut de conservation UICN

 VU A3c : Vulnérable
Statut CITES
Le Caïque vautourin (Pyrilia vulturina) est une espèce d'oiseau appartenant à la famille des Psittacidae.

## Description
Cet oiseau mesure environ 23 cm de long. Il a la tête légèrement aplatie et le bec un peu allongé qui le font ressembler à un vautour d'où ses noms spécifiques scientifique et vernaculaire.
Son plumage présente une dominante verte. La tête et les joues sont brun noir avec une calotte jaune doré. La nuque, le cou et le haut de la poitrine sont or écaillé de noir. Une bande rouge orne chaque épaule et gagne le dessous des ailes. Celles-ci sont vertes et bleues avec les rémiges noires. Les culottes et le dessous de la queue sont teintés de jaune tandis que les extrémités des rectrices sont noires. Les iris sont orange et le bec jaunâtre nuancé de noir à la pointe. Les pattes sont grises.
Cette espèce ne présente pas de dimorphisme sexuel.

## Taxinomie
synonymesPionopsitta vulturina, Gypopsitta vulturina.
D'après Alan P. Peterson, c'est une espèce monotypique.